# Bremerton

Położenie w stanie Waszyngton

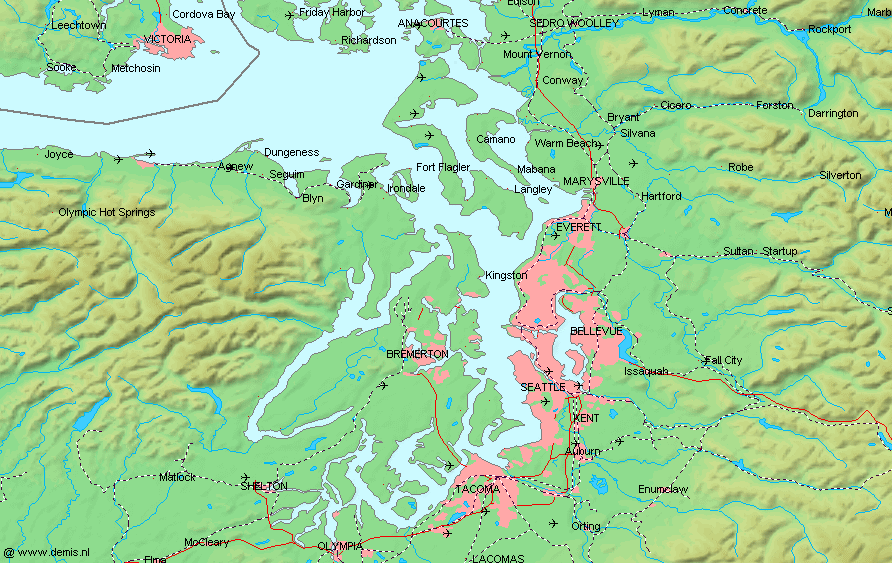
Bremerton na mapie okolic Seattle

Bremerton – miasto w Stanach Zjednoczonych, w stanie Waszyngton, nad zatoką Puget. Według spisu w 2020 roku liczy 43,5 tys. mieszkańców. Jest połączone promem z Seattle znajdującym się po przeciwnej stronie zatoki.
W mieście znajduje się państwowa stocznia okrętowa Puget Sound Naval Shipyard and Intermediate Maintenance Facility, zwana dawniej Puget Sound Naval Shipyard.
W mieście rozwinął się przemysł stoczniowy oraz drzewny.

## Demografia

### Ludność
Według danych z 2019 roku 72,3% mieszkańców identyfikowało się jako biali (67,9% nie licząc Latynosów), 6,2% jako czarni lub Afroamerykanie, 5,8% miało pochodzenie azjatyckie, 9% było rasy mieszanej, 0,9% to rdzenni Amerykanie i 0,6% to byli Hawajczycy i mieszkańcy innych wysp Pacyfiku. Latynosi stanowili 11,1% ludności miasta.
Do największych grup należą osoby pochodzenia niemieckiego (18,5%), irlandzkiego (13,3%), angielskiego (10,9%), meksykańskiego (5,9%), norweskiego (5,2%), francuskiego (4,3%), „amerykańskiego” (4,1%), filipińskiego (4%), włoskiego (4%) i szkockiego lub szkocko–irlandzkiego (3,9%).

### Religia

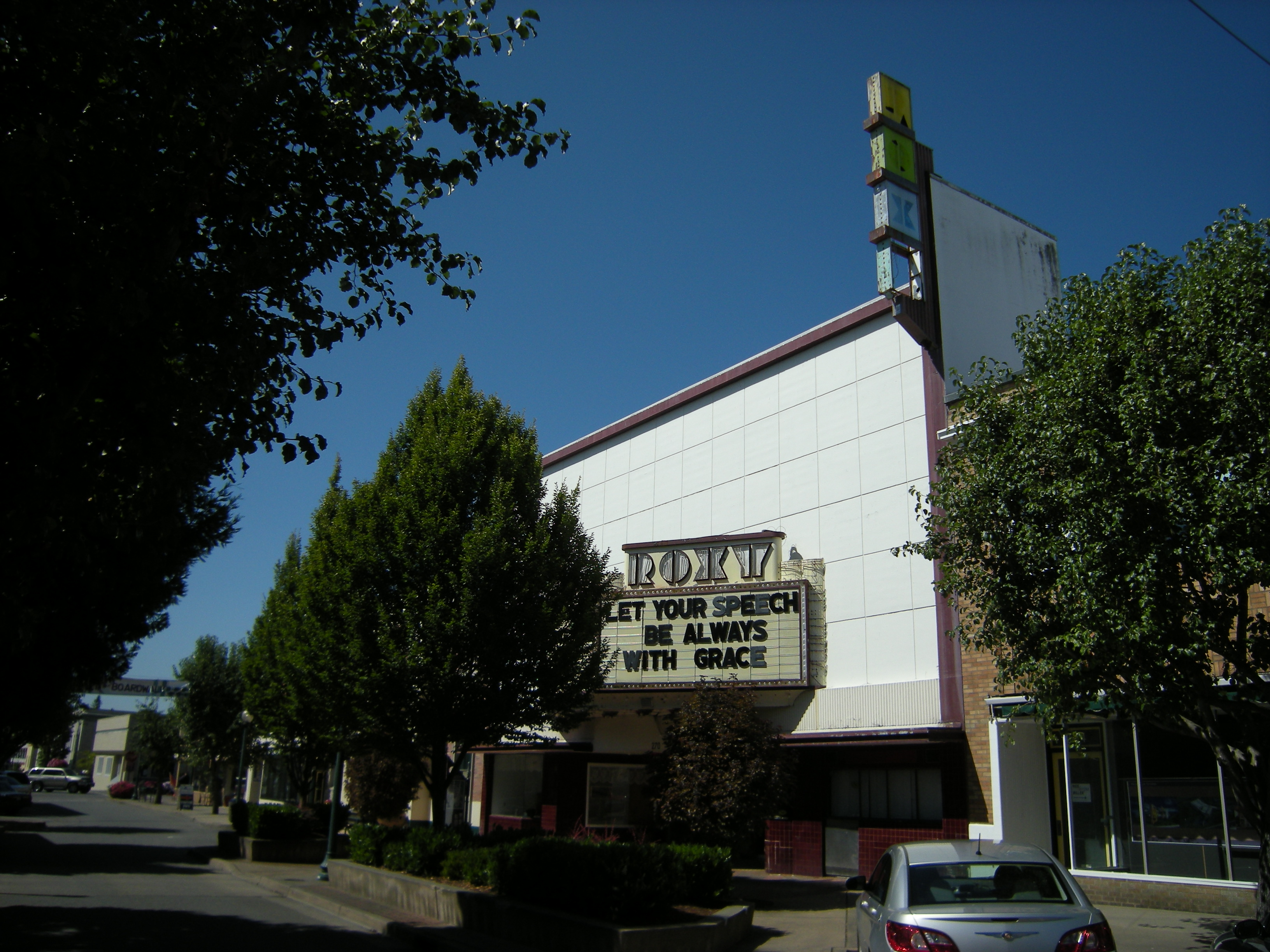
Kościół zielonoświątkowy Calvary Chapel.

W 2020 roku największymi grupami religijnymi w aglomeracji Bremerton były:
- lokalne bezdenominacyjne zbory ewangelikalne – 37 810 członków w 34 zborach
- Kościół katolicki – 32 476 członków w 6 parafiach
- Kościoły zielonoświątkowe (w większości Zbory Boże) – ponad 21 tys. członków w 28 zborach
- mormoni – 10 500 wyznawców w 20 świątyniach
- Kościoły luterańskie (w większości Kościół Ewangelicko-Luterański w Ameryce) – ok. 5 tys. członków w 16 kościołach.

## Urodzeni w Bremerton
- Steven Holl (ur. 1947) – architekt[7]
- Mike Enzi (ur. 1944) – polityk
- Ben Gibbard (ur. 1976) – piosenkarz
- Howard Duff (1913–1990) – aktor
- Norm Dicks (ur. 1940) – prawnik i polityk
- Nathan Adrian (ur. 1988) – mistrz olimpijski w pływaniu

## Miasta partnerskie
- Kure, Japonia
- Olongapo, Filipiny